# 埃特納島
埃特納島（英語：Etna Island），是南極洲的島嶼，位於葛拉漢地，處於茹安維爾島東端以北11公里，屬於茹安維爾群島的一部分，由詹姆斯·克拉克·羅斯率領的英國探險隊發現，現時由南極條約體系管理。